# شخصیت قراردادی

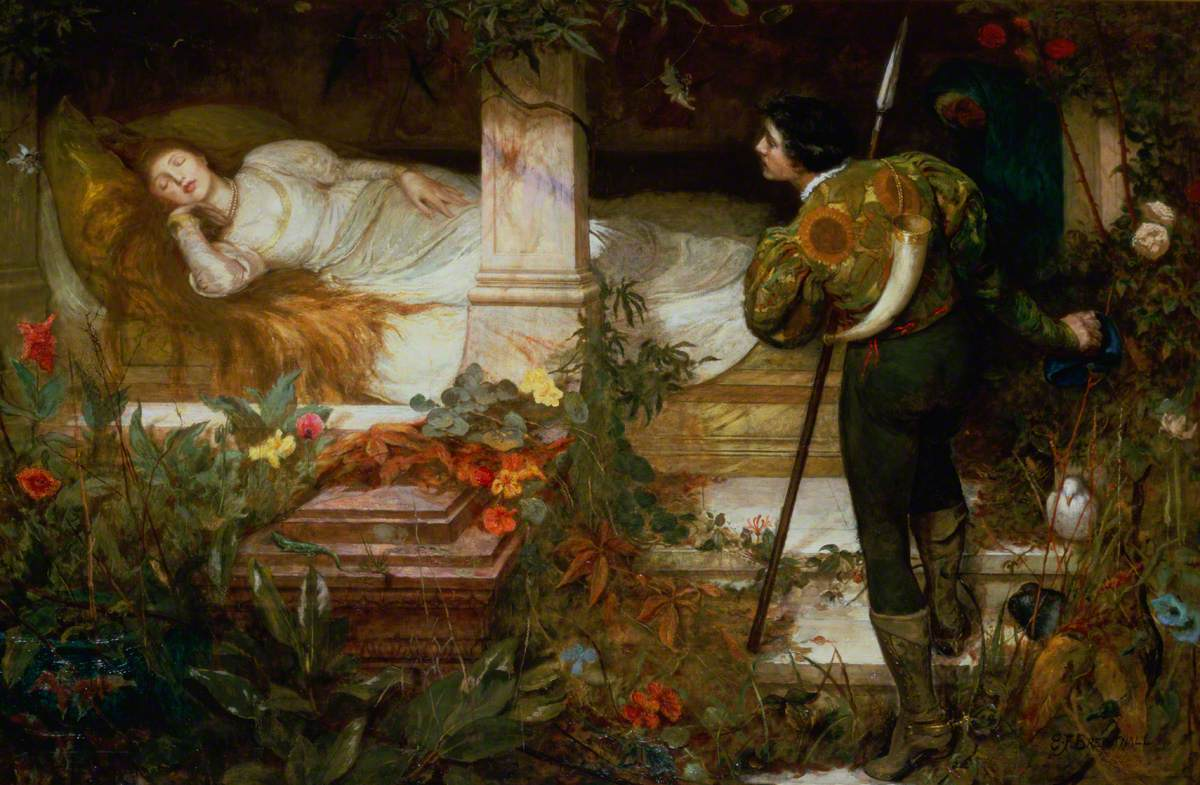
شخصیت‌های قراردادی نقش مهمی در داستان‌های پریان بازی می‌کنند

شخصیت قراردادی (انگلیسی: Stock character) تفکر قالبی برای شخصیت‌های هنری، تخیلی یا کلیشه‌ای است که در یک اثر هنری همچون رمان، نمایشنامه یا یک فیلم ارائه می‌شود. اهداف مختلفی برای به کارگیری شخصیت‌های قراردادی وجود دارد و معمولاً، اینگونه شخصیت‌ها به حرکت موثرتر داستان کمک می‌کنند و به مخاطب اجازه می‌دهند، شخصیت و انگیزه‌های احتمالی وی را از قبل درک کنند.